# Something Borrowed
Something Borrowed is een Amerikaanse film uit 2011 gebaseerd op het gelijknamige boek van Emily Giffin.

## Verhaal
De alleenstaande advocate Rachel White (Goodwin) bekent in een dronken bui verliefd te zijn op Dex (Egglesfield), de verloofde van haar beste vriendin Darcy (Hudson), en belandt met hem in bed.

## Rolverdeling
| Acteur            | Personage    |
| ----------------- | ------------ |
| Ginnifer Goodwin  | Rachel White |
| Kate Hudson       | Darcy Rhone  |
| Colin Egglesfield | Dex Thaler   |
| John Krasinski    | Ethan        |
| Steve Howey       | Marcus       |
| Ashley Williams   | Claire       |
| Geoff Pierson     | Dex' vader   |
| Jill Eikenberry   | Dex' moeder  |